# Het beste voor Kees
Het beste voor Kees is een documentaire van Monique Nolte uit 2014. De film is een vervolg op de docu Trainman uit 1998 en gaat over Kees Momma (1965). Kees is autistisch en woont nog bij zijn ouders, waar hij in de tuin een eigen chalet heeft. Zijn ouders zijn er dag en nacht voor hem, maar inmiddels 80 en 83 jaar. Het moment komt dat zij niet meer voor hem kunnen zorgen. Hoe zal de toekomst eruitzien voor Kees?
Toen Kees werd geboren was er nog maar weinig wetenschappelijke informatie over autisme. Doktoren bestempelden Kees dan ook als zwakzinnig en het advies was om hem op te laten nemen in een inrichting. Zijn ouders hebben dit advies van de hand gewezen en besloten Kees thuis te laten opgroeien.
Kees is dol op treinen. Hij kan zich compleet verliezen in zijn modeltreinen.
In de documentaire wordt Kees Momma gedurende vijf jaar door Monique Nolte gevolgd. Te zien is dat Kees en zijn ouders zich blijvend zorgen maken over de toekomst. Een oplossing is niet in zicht.
De documentaire werd in 2014 door het Nederlands Film Festival geselecteerd voor de Gouden Kalveren-competitie, maar viel niet in de prijzen. In 2018 was het echter wel raak, en werd de documentaire verkozen tot de beste 2Doc van de afgelopen vijf jaar.
Al in 2015 werd gestart met het filmen van een vervolg op de film. Die documentaire met de naam Kees vliegt uit verscheen in 2023 bij Videoland. Kees heeft dan een eigen woning in de nabijheid van zijn ouderlijk huis, maar het lukt hem nog niet de juiste begeleiding te vinden om daar zelfstandig te kunnen wonen.
1896-1909 · 1910-19 · 1920-29 · 1930-39 · 1940-49 · 1950-59 · 1960-69 · 1970-79 · 1980-89 · 1990-99 · 2000-09 · 2010-19
· 2020-29